# LaSalle Thompson
LaSalle Thompson III (Cincinnati, 23 giugno 1961) è un ex cestista e allenatore di pallacanestro statunitense, professionista nella NBA.

## Carriera
Venne selezionato dai Kansas City Kings al primo giro del Draft NBA 1982 (5ª scelta assoluta).